# Nicolas Andry de Boisregard
Pour les articles homonymes, voir Andry (homonymie).
Nicolas Andry de Boisregard, né à Lyon en 1658 et mort le 13 mai 1742, est un médecin et homme de lettres français. Surnommé « le père de la parasitologie », il est également le créateur du mot orthopédie.

## Biographie
Il étudie d'abord la philosophie et la théologie à l'Université de Paris pour devenir professeur d'humanités au collège des Grassins.
Il s'oriente ensuite vers la médecine, pour être docteur de la faculté de Reims (1693) et de Paris (1697). Il est ensuite régent de la faculté de médecine de Paris, puis professeur suppléant au Collège royal en 1701.
En 1702, il est censeur royal, et rédacteur du Journal des Sçavans.
Il est titulaire de la chaire de médecine de 1717 à 1741, et Doyen (1724-1726) de la Faculté de Médecine de Paris.
Il meurt à Paris, à l'âge de 84 ans.
Marié trois fois, sa deuxième épouse fut Mademoiselle Dionis, fille du chirurgien Pierre Dionis.
Célèbre pour son ouvrage sur les vers parasites de l'homme, il est surnommé par ses contemporains « docteur Vermineux » ou encore Homo verminosus ou Homo vermiculosus. Son neveu, Charles Louis François Andry, fut surnommé de ce fait « Verminosus le petit ».

## Travaux
Il est l'auteur de nombreux ouvrages : parasitologie, orthopédie, diététique, sujets divers... Il s'affirme comme un précurseur dans les deux premiers domaines.

### Parasitologie
En 1700, il publie De la Génération des vers dans le corps de l'homme (quatre éditions françaises jusqu'en 1741, une anglaise en 1701, et une allemande en 1716).

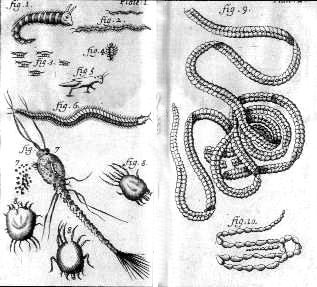
Illustrations de La génération des vers, édition anglaise de 1701.

Andry pense que les vers parasites n'apparaissent pas par génération spontanée dans les intestins, mais qu'ils sont introduits dans l'organisme sous forme de germes ou d'œufs. Il est crédité pour la qualité des illustrations de Tænia saginata et T. solium, dont il distingue le scolex et les pores génitaux. De même, il reconnait que les anneaux de tænia ne sont pas une espèce particulière, mais des segments détachés d'un organisme individuel.
Selon Andry, chaque espèce de vers se localise dans un organe particulier, il distingue ainsi 15 catégories de vers parasites. Outre les vers intestinaux, il décrit ceux de l'encéphale, des poumons, du foie, de la rate, du cœur, du sang, de la vésicule biliaire, de la peau, etc. Cependant, la plupart de ces descriptions sont mal interprétées, erronées ou imaginaires.
Il appelle « vers » des caillots sanguins, des concrétions organiques ou des sécrétions des glandes sébacées. Il utilise le microscope, mais les « vers spermatiques » qu'il décrit sont en fait les spermatozoïdes.
S'il distingue les pores génitaux du Tænia, il les interprète comme des pores respiratoires (du même type que le système trachéal des insectes décrit par Malpighi). Il voit le ver de Guinée comme ayant deux têtes, une à chaque extrémité. Il croit également que les helminthes en vieillissant peuvent se transformer en insectes, poissons, grenouilles ou lézards.
Pour la clinique, il distingue assez bien les manifestations des vers à l'intérieur du tube digestif et les extra-digestives. Pour la thérapeutique, il est renommé auprès de ses contemporains pour ses traitements contre les vers parasites intestinaux et son « eau de fougère ». Il est l'auteur de cette réflexion : « On ne peut pas espérer éviter la vermine après la mort, mais on peut le faire durant la vie ».
Son apport à la parasitologie est considéré comme limité du point de vue moderne, mais son ouvrage est historiquement important, car c'est le premier ouvrage en français entièrement consacré à ce domaine de recherches. Un caractère difficile et son opposition à la corporation des chirurgiens cristalliseront les critiques et expliqueront une mauvaise réputation scientifique, probablement non méritée, qu’Andry traînera longtemps.

### Orthopédie

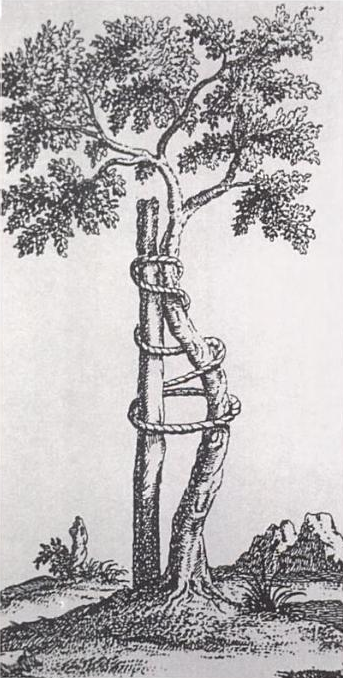
Frontispice de l'Orthopédie (1741).

À partir de la fin du XVIIe siècle, les jeunes enfants des villes sont victimes du rachitisme endémique (Europe du nord), et plus âgés, de la tuberculose vertébrale, causes principales de déformations du squelette, à cette époque.
Il publie en 1741, à plus de 80 ans, L'Orthopédie, ou l'Art de prévenir et de corriger dans les enfants les difformités du corps. Il crée alors le terme orthopédie avec deux mots grecs (ortho : droit ; pais, paido : enfant).
Nicolas Andry analyse les malformations et comprend les principes biomécaniques du système ostéo-musculaire. Fervent partisan d'une thérapie par le mouvement (kinésithérapie et gymnastique), il développe un projet éducatif global d'exercice corporel pour en faire une pratique de santé. Il propose l’adaptation des meubles et des vêtements à la croissance des enfants, pour favoriser leur bonne tenue et liberté de mouvements.
Pour Andry, l'orthopédie demeure essentiellement médicale. Son orthopédie se rapproche d'une pédiatrie au sens moderne, en englobant le traitement des tics, de la chlorose (anémie), maladies de la peau et des phanères, troubles de la parole (zézaiement, bégaiement...). Le terme orthopédie sera rapidement récupéré par la chirurgie, pour se restreindre au sens moderne.

## Ouvrages
- Panégyrique de l'empereur Théodose, prononcé à Rome par Pacat, traduit de latin en françois (1687)
- Sentiments de Cléarque sur les Dialogues d'Eudoxe et de Philanthe et sur les Lettres à une dame de province (1688)
- Réflexions sur l'usage présent de la langue française ou Remarques nouvelles et critiques touchant la politesse du langage (2 volumes, 1689). Réédition : France-Expansion, Paris, 1972. Texte en ligne
- Suite des Réflexions critiques sur l'usage présent de la langue françoise (1693)
- De la Génération des vers dans le corps de l'homme par Me Nicolas Andry. Avec trois lettres écrites à l'auteur sur le sujet des vers, les deux premières d'Amsterdam, par M. Nicolas Hartsoeker, et l'autre de Rome, par M. Georges Baglivi, Paris, 1700.
- Remarques de médecine sur différents sujets, principalement sur ce qui regarde la saignée, la purgation et la boisson (1710)
- Le Régime du Carême considéré par rapport à la nature du corps et des aliments (1710)
- Vers solitaires et autres de diverses espèces, dont il est traité dans le livre De la Génération des vers, représentés en plusieurs planches, ensemble plusieurs remarques importantes sur ce sujet (1718) Texte en ligne
- Examen de divers points d'anatomie, de chirurgie, de physique, de médecine, etc., par Me Nicolas Andry au sujet de deux Lettres plaintives à lui écrites par un chirurgien de Paris, touchant l'exposé qu'on a fait dans le Journal des Sçavans de quelques-unes des fautes d'un traité de ce chirurgien sur les maladies des os (1725)Texte en ligne
- Remarques de chimie, touchant la préparation de différents remèdes usités dans la pratique de la médecine (1735)
- Orthopédie, ou l'Art de prévenir et de corriger dans les enfants les difformités du corps, 3 volumes, Paris, 1741 ; traduction anglaise, Londres, 1743 ; réimpression de l'édition anglaise, Philadelphie, 1961.Texte en ligne
- Le Thé de l'Europe, ou les Propriétés de la véronique, tirées des observations des meilleurs auteurs et surtout de celles de M. Francus, médecin allemand (1746)